# Mr. Kennedy
Kenneth Anderson (n. 6 martie 1976) este un wrestler american care activează în Total Nonstop Action Wrestling (TNA) sub numele de ring Mr. Anderson. Între anii 2005 și 2009 a evoluat în World Wrestling Entertainment (WWE) sub numele de ring Mr. Kennedy și ocazional Ken Kennedy.

## Cariera

### WWE 2005-2009
În WWE este cunoscut sub numele de Ken Kennedy sau Mr.Kennedy. El intră într-un miniconflict cu ring announcer-ul Tony Chimel reproșându-i că nu rostește bine intrarea în ring sau o face fără respect. El își face debutul la un pay-per-wiew la No Mercy învingându-l pe Hardcore Holly. Pe 1 septembrie 2006, îl învinge pe Bobby Lashley devenind campion al Statelor Unite însă el pierde titlul împotriva lui Chris Benoit o lună mai târziu pe 13 octombrie. În noiembrie el își unește forțele împreună cu MVP. Cei doi fac echipă împotriva Fraților Distrugerii Kane și Undertaker. Cele două echipe au o serie de meciuri care nu se termină tocmai bine pentru Mr. Kennedy. El îl provoacă pe Undertaker la un meci la Survivor Series care va fi un meci de tipul "Primul care sângerează". Kennedy câștigă meciul dupa ce MVP îl lovește în cap pe Undertaker însă cel vizat fiind Kennedy. La Armageddon, Kennedy și Undertaker se întâlnesc într-un ultim meci de tipul Last Ride pe care îl pierde. Pe 5 ianuarie 2007, el câștigă dreptul de a se bate pentru titlul de campion mondial deținut de Batista, meciul desfășurându-se la Royal Rumble, însă este învins de Batista. El se bate și pentru titlul ECW deținut de Lashley însă pierde și acest meci. Mr Kennedy participă la Wrestlemania 23 în meciul Money in the Bank pe care îl câștigă ceea ce îi garantează un meci la orice titlu dorește, însă el pune în joc valiza MITB împotriva lui Edge pe care o pierde. El și-a pus valiza în joc deoarece era accidentat și se estima că o să lipsească aproape o jumătate de an, însă după meciul cu Edge avea să afle că de fapt accidentarea nu era așa de gravă, lipsind doar câteva săptămâni. Pe 11 iunie, este transferat în RAW în urma draftului. El are o serie de meciuri cu Carlito și cu Umaga pentru centura intercontinentală. însă este învins. El intră într-un conflict cu Jeff Hardy. La Cyber Sunday este eligibil pentru o luptă pentru centura WWE însă nu este ales de fanii care puteau vota wrestlerul care urma să se lupte pentru titlu. În 2008, este transferat din nou în Smack Down, însă se accidentează și urmează o lungă perioadă pe tușă. În 2009, în urma draftului, este transferat din nou în RAW iar tot în acel an el este concediat de WWE.

### TNA 2010-2011
Mr.Kennedy aka Mr. Anderson în 2010 a fost lovit brutal în cap cu un scaun de către Jeff Hardy și a fost cusut în ring, în fața publicului, riscând astfel să-și încheie cariera. Mr. Kennedy aka Mr. Anderson a câștigat centura World Title TNA învingându-l pe Jeff Hardy la Genesis 2011. El a luat parte la al doilea meci al lui Matt Hardy, primul fiind la Genesis 2011 împotriva lui RVD. Meciul a fost câștigat însă de Matt, Matt Hardy fiind alături de Jeff Hardy iar Mr. Anderson fiind alături de RVD.

## Palmares
- WWE United States Championship
- WWE money inthe bank 2007